# تولكينيا
تولكينيا هي جنس منقرض من حشرات الكمبتونيريتيديا التي كانت موجودة فيما يعرف الآن باسم روسيا أثناء العصر البرمي الأدنى (العصر الكونجوري). وقد أطلق عليها هذا الاسم كل من دانيال إس أريستوف وسيرجي يو ستورزهنكو وتسوي ينجينج في عام 2010, ونوع الفصائل هو تولكينيا باشكوفي.